# Агітплакат (майстерня Спілки художників України)
«Агітплака́т» — творчо-виробнича майстерня Спілки радянських художників України. Діяла в Києві упродовж 1959–1991 років і була наступницею Вікон РОСТА, УкрРОСТА, ЮгРОСТА, видання Політуправлінь військових округів та фронтів 1918—1920 років, Вікон сатири Спілки радянських художників України.
Майстерня друкувала плакати способом шовкографії. Річний тематичний план редколегії складав 150—200 назв плакатів накладом 1000—1500 примірників кожен, які розповсюджувались за передплатою. Виробничий процес забезпечував графічний цех Київського комбінату монументально-декоративного мистецтва Художнього фонду УРСР.
Тематична спрямованість майстерні: політичні та соціальні плакати, серії меморіальних плакатів, присвячених видатним діячам історії, науки, культури, сатиричні плакати на міжнародні теми, гумористичні плакати з критикою нероб, бракоробів, п'яниць, губителів природи, афіші до мистецьких виставок, ювілейних вечорів, добірки плакатів до всенародних свят. Випускалися також плакати-форми з пропаганди техніки безпеки, для промисловості та сільського господарства.
В різні часи з майстернею співпрацювали Казимир Агніт-Следзевський, Валентин Литвиненко, Зіновій Толкачов, Ернест Котков, Тимофій Лящук, Олександр Ворона, Іван Дзюбан, Олексій Капітан, Федір Глущук, Олександр Лемберський, Володимир Решетов, Олег Терентьєв, Євген Кудряшов, Володимир Пащенко, Георгій Шевцов, Віталій Шостя, Володимир Сокол, Володимир Гавриленко, Адлер Корольов, Степан Кириченко, Олександр Долотін, Тетяна Хвостенко, Юрій Мохор, Володимир Буглак, Роман Зарицький, Анатолій Бондар, Василь Барабаш, Зінаїда Мосійчук, Яків Райзін, Віктор Абрамов, Георгій Мельник, Ірина Попенко, Адольф Лейн, Володимир Грищенко, Павло Глазовий, Степан Олійник, Борис Списаренко.
У 1990 році майстерня випустила близько 150 назв плакатів загальним накладом понад 225 тисяч примірників. Останні серії плакатів, випущених майстернею у 1991 році:
- «Світочі нашої культури»;
- «Духом невмирущі»;
- «Славні лицарі Війська Запорізького».

Нині функції майстерні виконують численні рекламні агентства.